# キリニ山
キリニ山（キリニさん、希: Κυλλήνη, 英: Mount Kyllini）は、ギリシャのペロポネソス半島にある山である。古典ギリシア語ではキュレーネー山と発音し、日本語では長音を省略してキュレネ山とも表記される。ジリア山（Ζήρια）の名前でも知られる。ギリシア神話ではヘルメス神の生誕の地として有名。標高2,376メートルの最高峰はペロポネソス半島で2番目に高い。アルカディア地方北東部のアカイア地方との境界近くにあり、現代のコリンティア県に属している。コリントスの西、スティンファリアの北西、トリポリの北、デルヴェニの南に位置している。現代のいくつかの土地はキリニとも呼ばれている。

## 地理

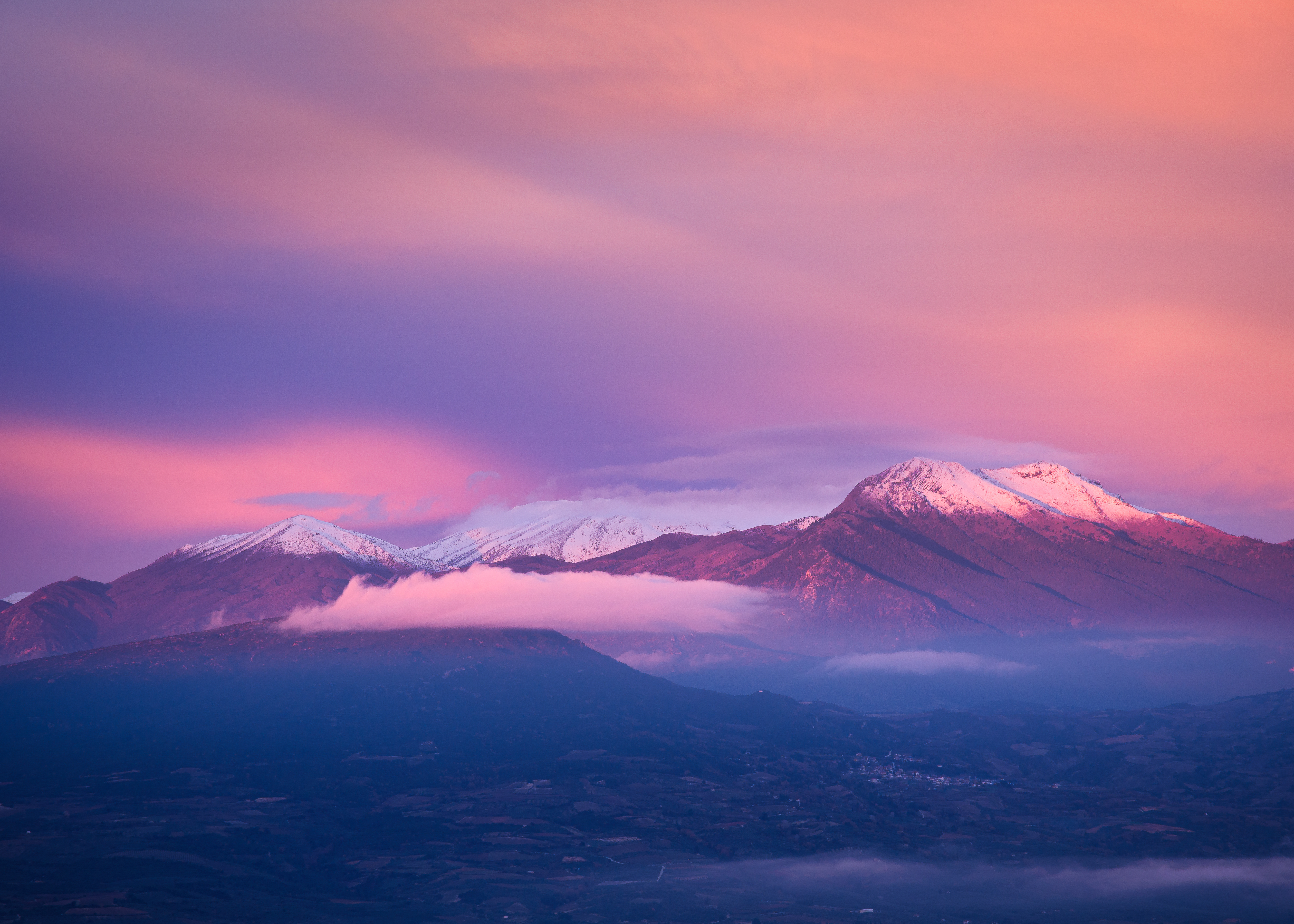
キリニ山。

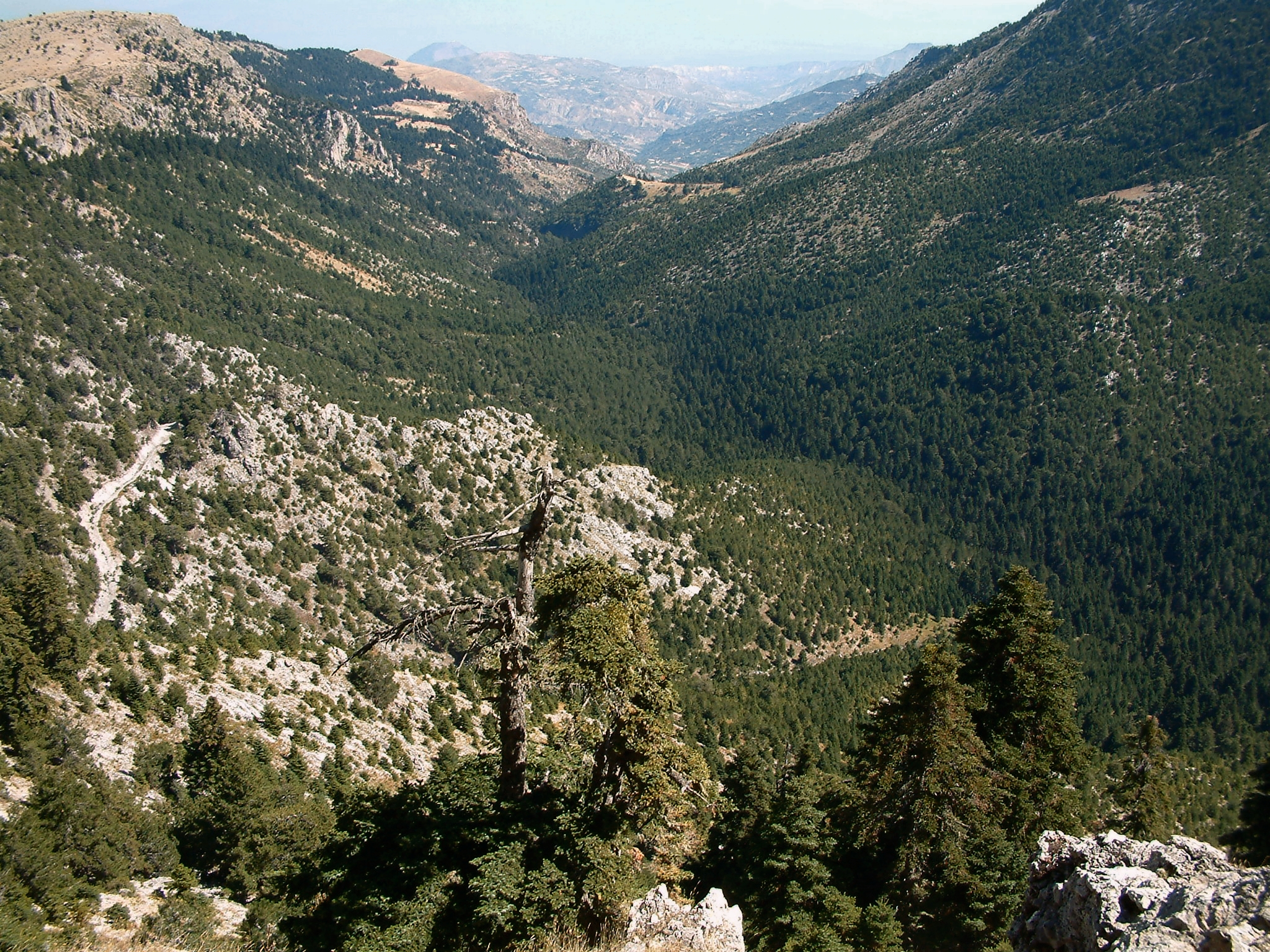
ヘルメスの洞窟の上の地点から見たフランブリツァ峡谷。

キリニ山は不毛で岩が多いが、2,000メートル以下の地域は大部分が森林に覆われている。標高908メートル、東経22.67、北緯37.97の位置にクリオネリ天文台（Αστεροσκοπείο Κρυονερίων）がある。頂上からはアカイア県とアロアニア山の東部、コリンティアコス湾とコリンティア県の大部分、およびアルカディア県北東部の一部を含むペロポネソス半島北東部の大部分を見ることができる。一番近くにある山脈は南にオリギルトス山、西にアロアニア山がある。道路はキリニ山の南斜面と西斜面の近くを通るが、山の多くは公園の一部であるため、山自体には多く通っていない。スティンファリア、フェネオス、エヴロスティナおよびクシロカストロの境界が山を通過している。
キリニ山はメガリ・ジリア（Μεγάλη Ζήρεια, 大ジリア）とミクリ・ジリア（, 小ジリア）で構成されている。2,000メートルを超える峰が5つあり、そのうちの3つがメガリ・ジリアにあり、2つがミクリ・ジリアにある。最高峰はメガリ・ジリアにあり、ミクリ・ジリアの最高峰は2,127メートルある。大小ジリアはフランブリツァ峡谷によって分かれている。峡谷からはシサス川（Σύθας）が湧き出し、クシロカストロを通過して、コリンティアコス湾に流れ込む。メガリ・ジリアの北の高原はジリア平原として知られ、冬から夏の初めにかけてダシウ湖（Λίμνη Δάσιου）が姿を現す。またキリニ山の西麓には人造湖のドクサ湖があり、南麓には古来より有名なスティンファリア湖の湿地が広がっている。
フランブリツァ峡谷は動物相、植物相のいずれも豊かであるため、山頂とともにナチュラ2000によって保護されている。動物はアナグマ、ハリネズミ、ノウサギ、キツネ、イイズナ、テン、リス、パートリッジ、イヌワシなど多くの種が棲息している。森の樹木は針葉樹とプラタナスが特徴で、2000種類以上の植物が見られる。
山の東の斜面にはヘルメスの洞窟と呼ばれる鍾乳洞がある。ヘルメス神が生まれた場所と伝えられ、ヘルメス崇拝が行われていた。
クリオネリ天文台は1972年に設立された。1975年にニューカッスルのグラッブ・パーソンズ社によって建設された、直径1.2メートルの反射望遠鏡を備えている。天体の観測や研究に加え、長年にわたってアテネ、テッサロニカ、パトラの大学から学生を迎えており、また一般への天文学の普及にも貢献している。

## 神話
神話によるとヘルメスはキリニ山の神聖な洞窟で生まれたとされる。そのためキュレニオスはヘルメスに対して頻繁に用いられる形容辞となっていた。『ホメロス風讃歌』の第4歌「ヘルメス讃歌」は、ヘルメスが生まれてすぐにキリニ山の洞窟を抜け出して、亀の甲羅から竪琴を作り、さらにマケドニア地方に赴いて、50頭ものアポロンの牛を盗んだと語っている。これを知ったアポロンは怒ったが、ヘルメスが竪琴をかき鳴らして神々の系譜を歌うと、アポロンはその音色にすっかり魅了され、ヘルメスが言うままに竪琴と牛を交換したという。また『ホメロス風讃歌』の「パン讃歌」は、聴き手にヘルメス神がすべての神々の足の速い使者であることや、キリニ山の神として神域を持ち、アルカディアの地で神であるにもかかわらず人間に仕えて、羊の放牧をしていたことを思い起こさせる。

古代には、キリニ山の頂上にヘルメスに捧げられた神殿と神像があったが、パウサニアスの時代には廃墟となっていた。

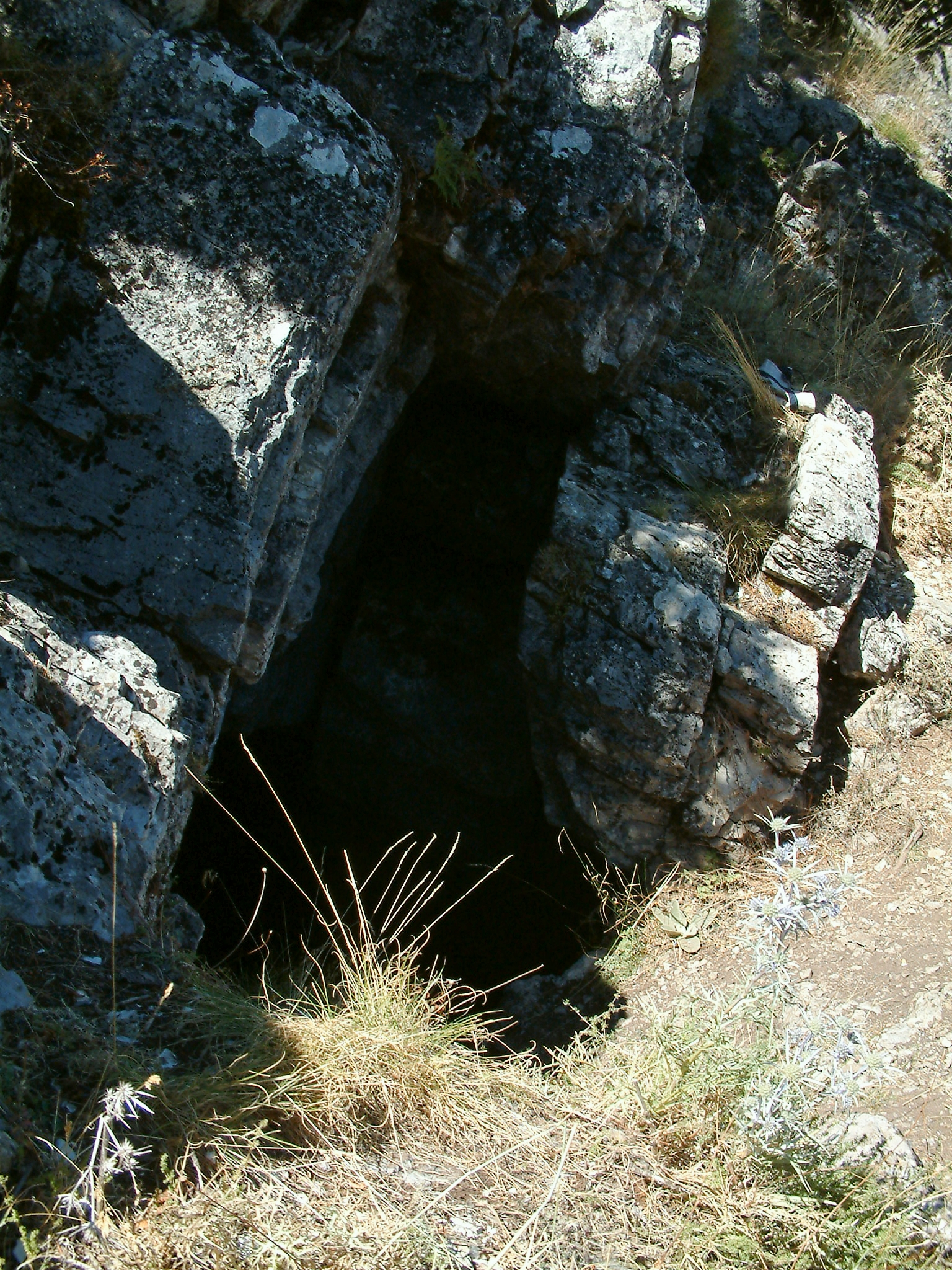
ヘルメスの洞窟の入口。

この神殿は、これまで建設された神殿の中で最も古いものの1つであると言われていた。
ヘルメスの母マイアを含むアトラスの7人の娘たち、プレイアデスもキリニ山で生まれた。ヒュギーヌスは予言者テイレシアスが性転換したのはキリニ山で交尾する2匹の蛇を殴ったときであったと伝えている。

## ギャラリー

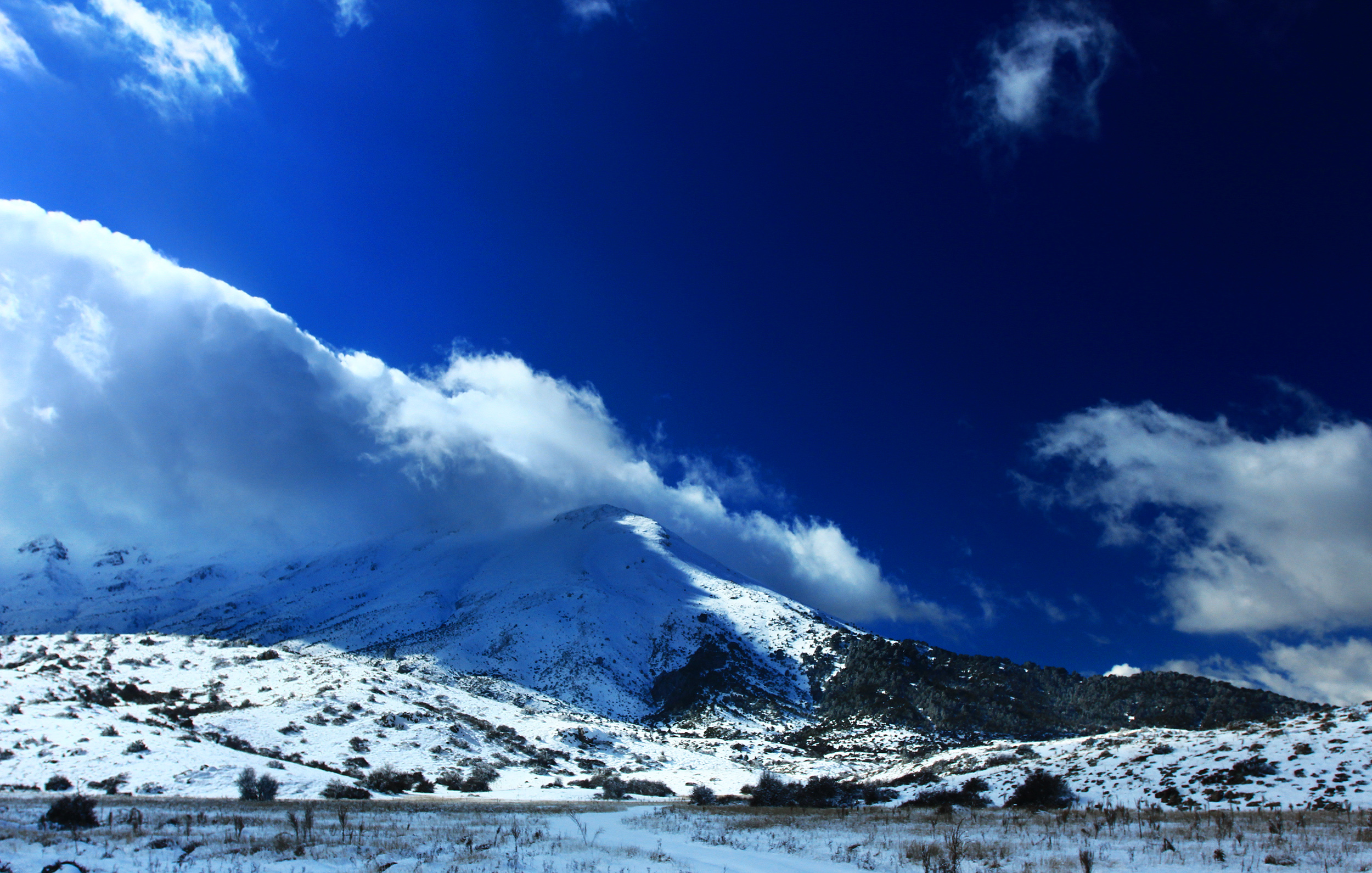
冬のキリニ山
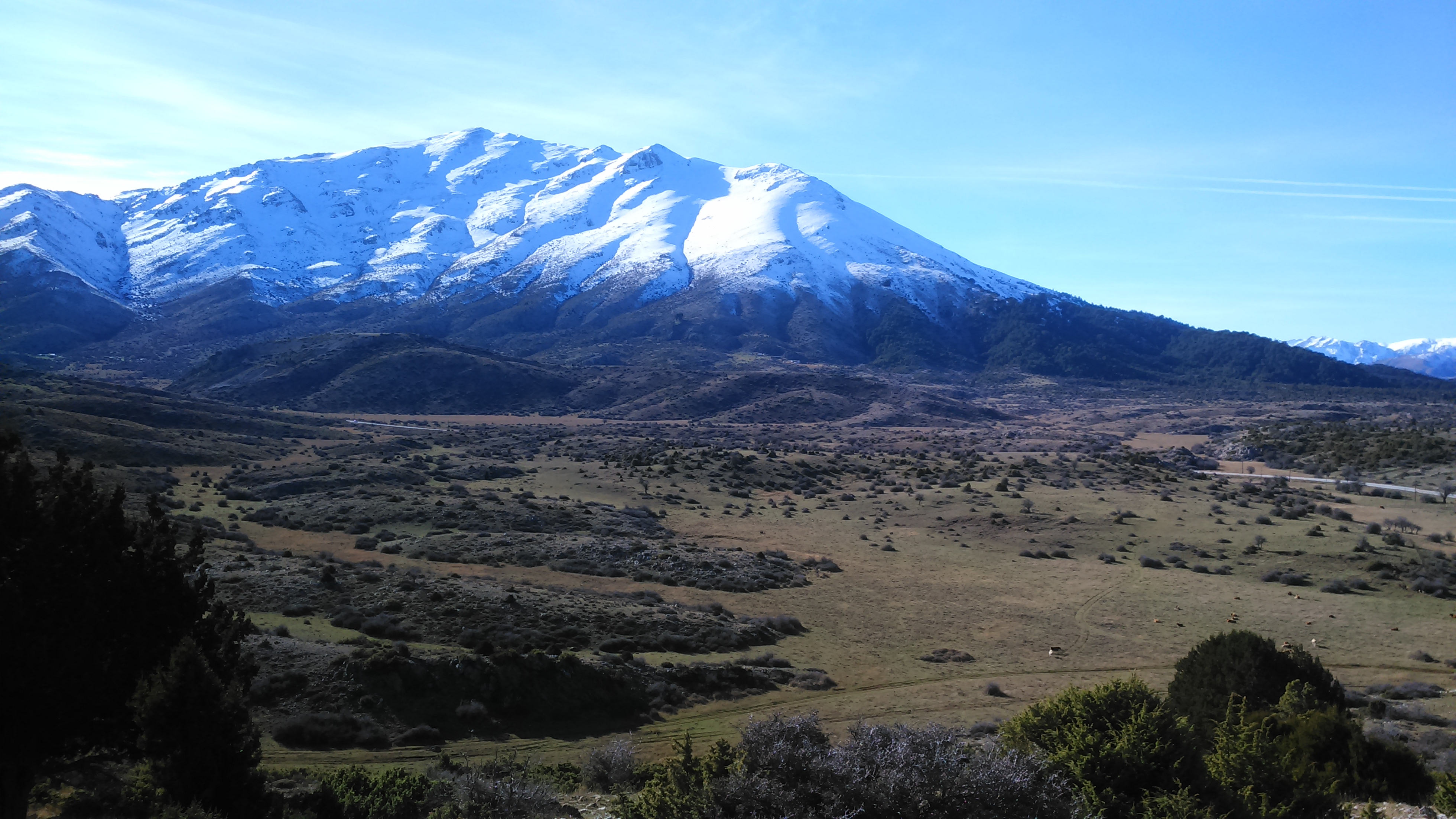
キリニ山
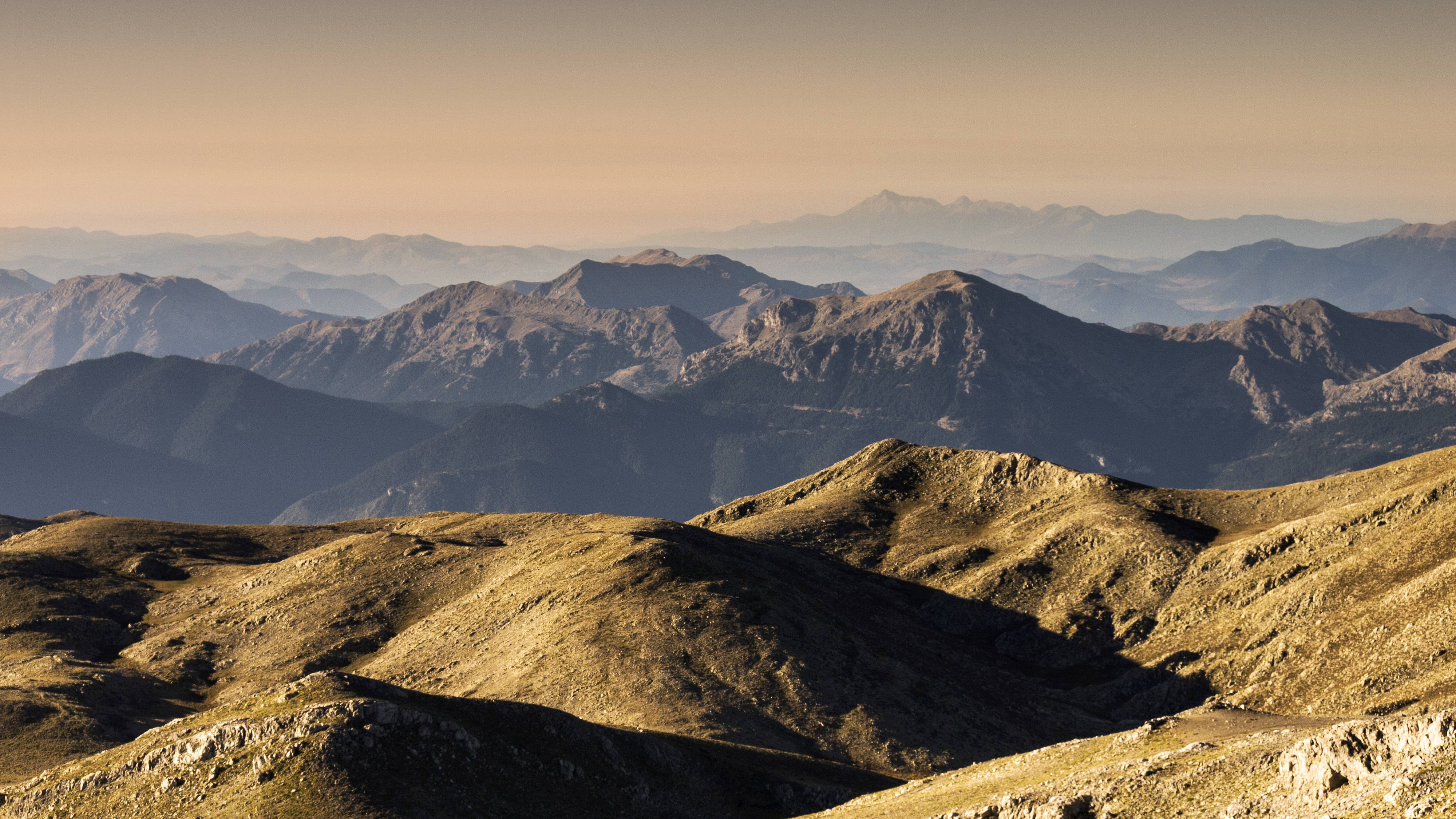
頂上からの眺望
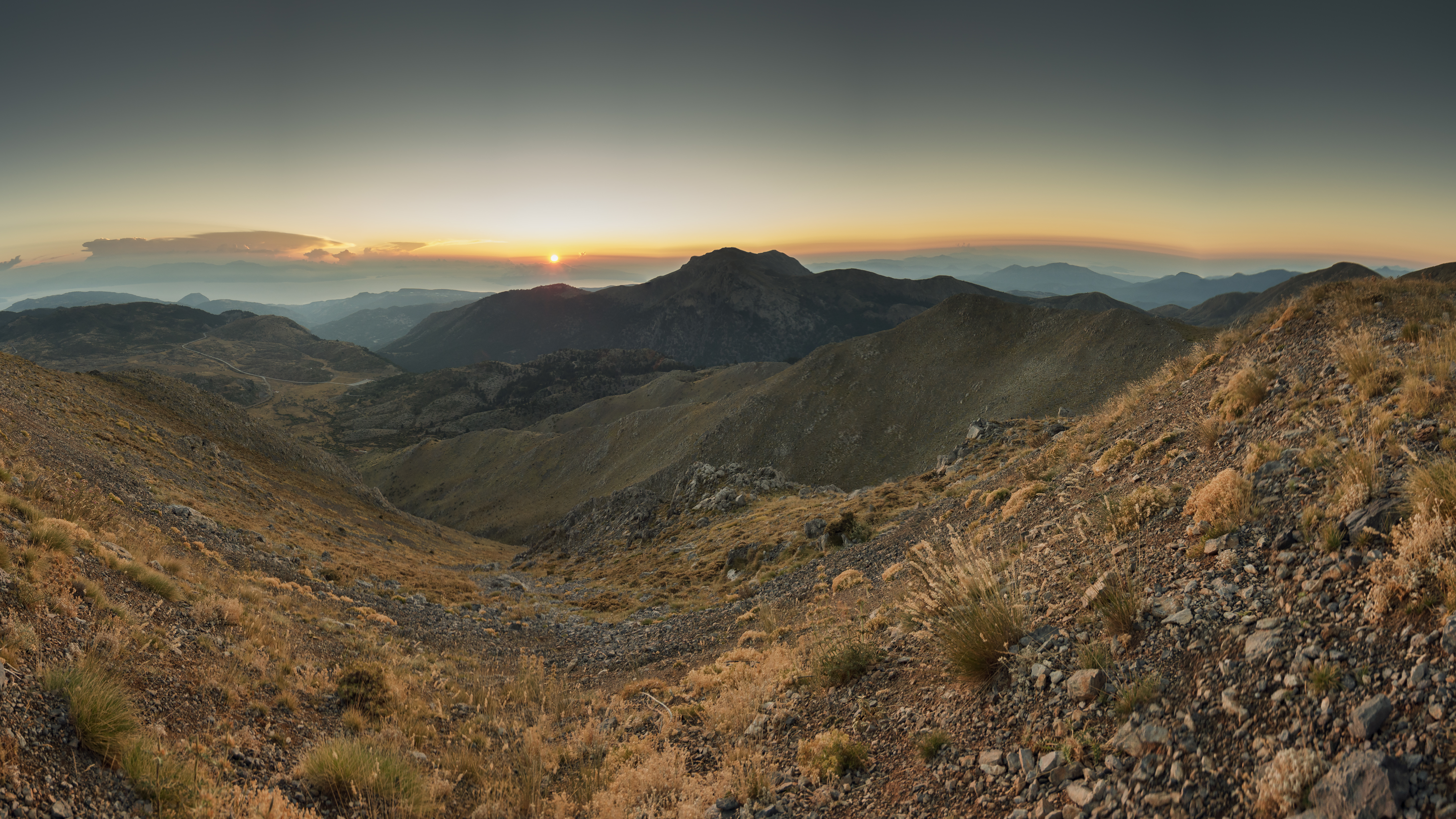
頂上からの眺望
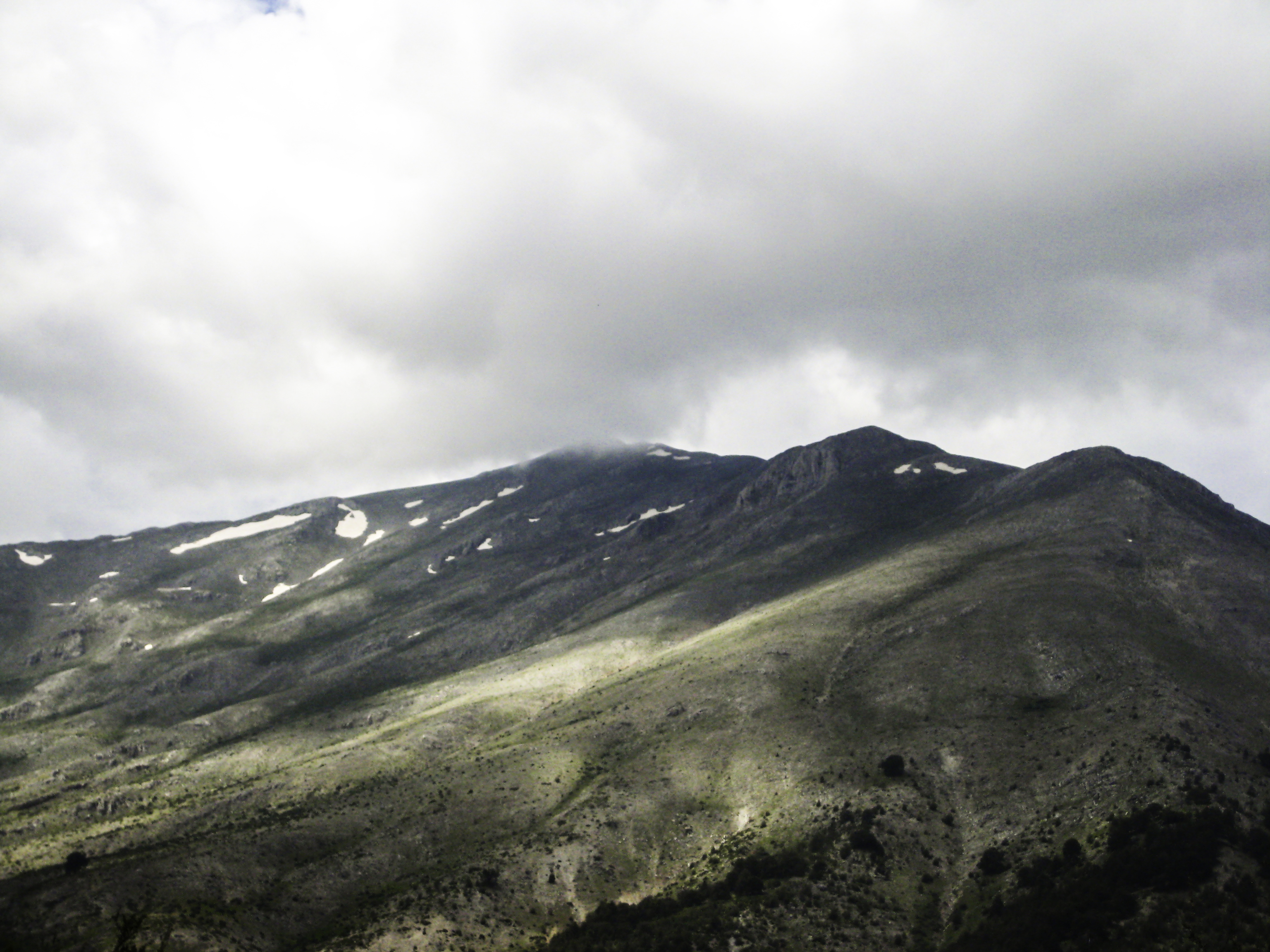
キリニ山の尾根
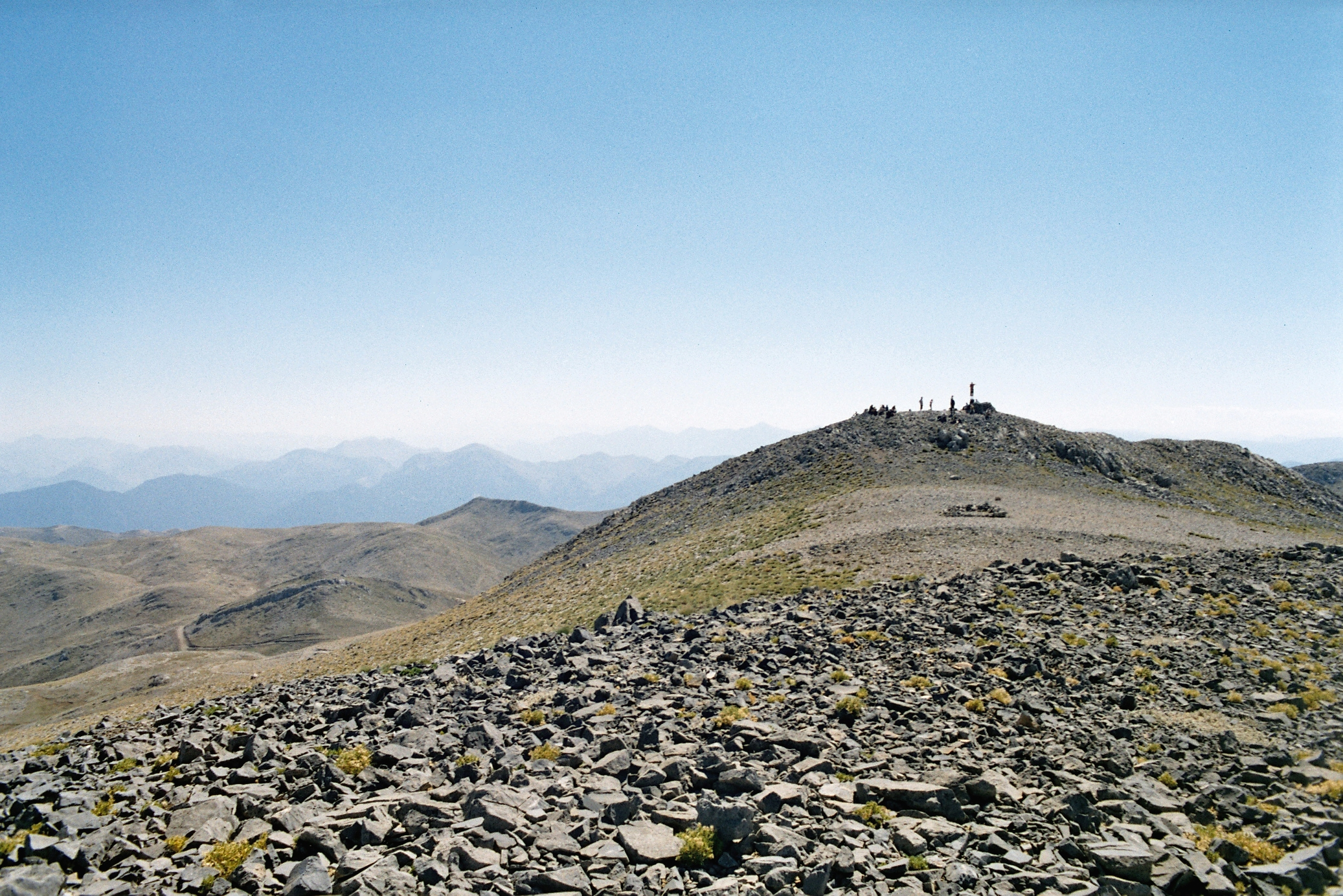
キリニ山の頂上
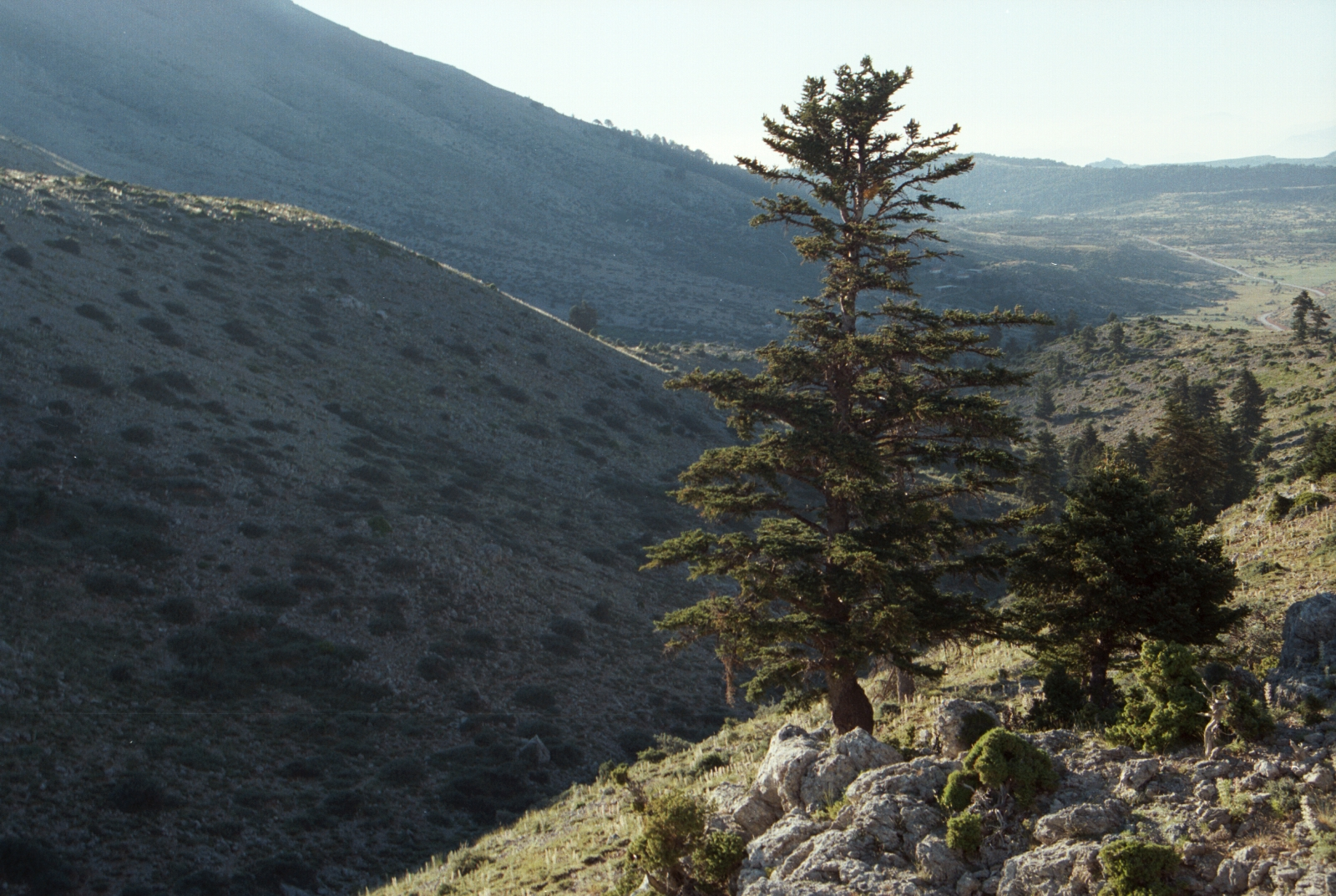
キリニ山周辺の風景
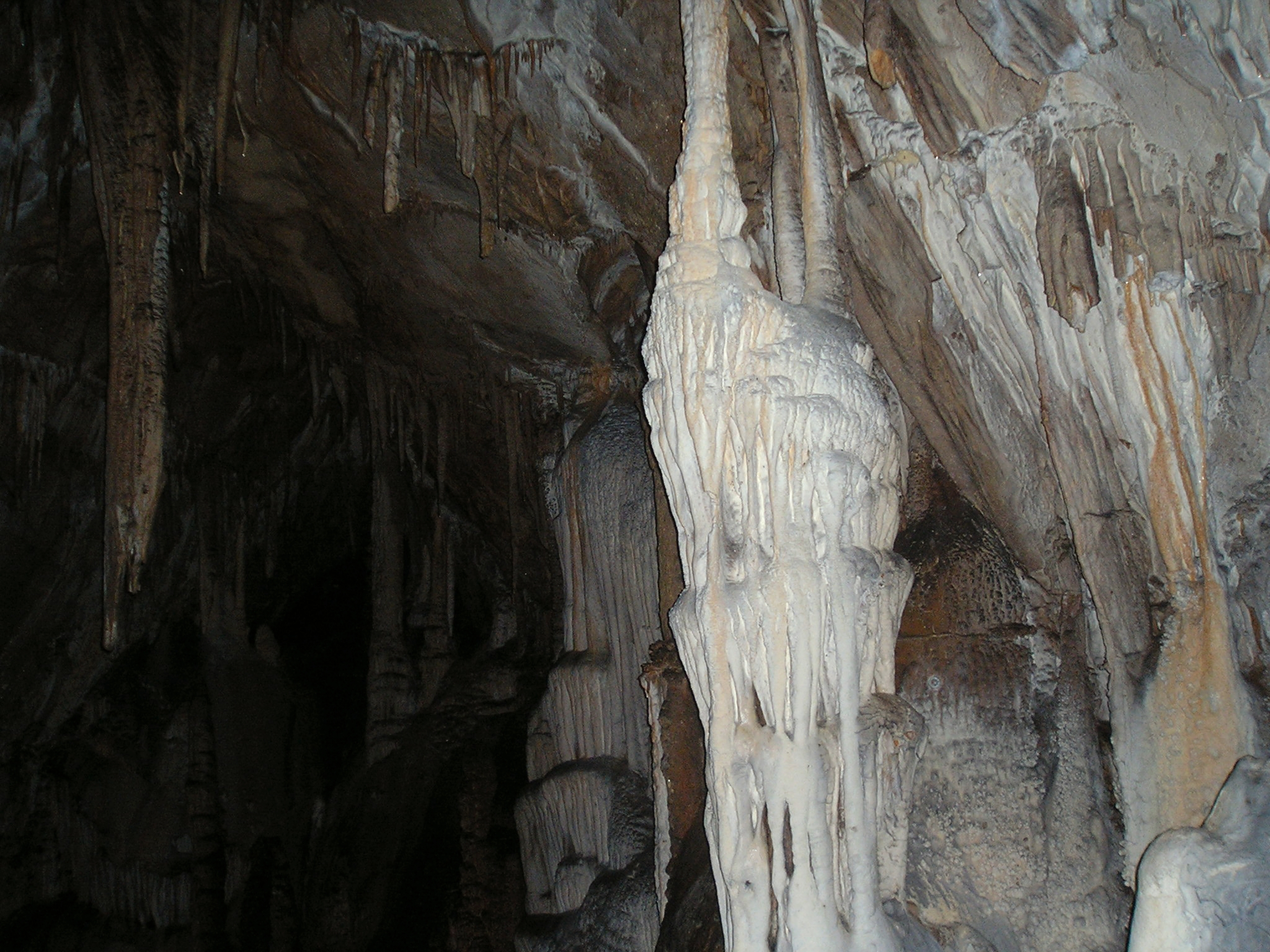
ヘルメスの洞窟の内部
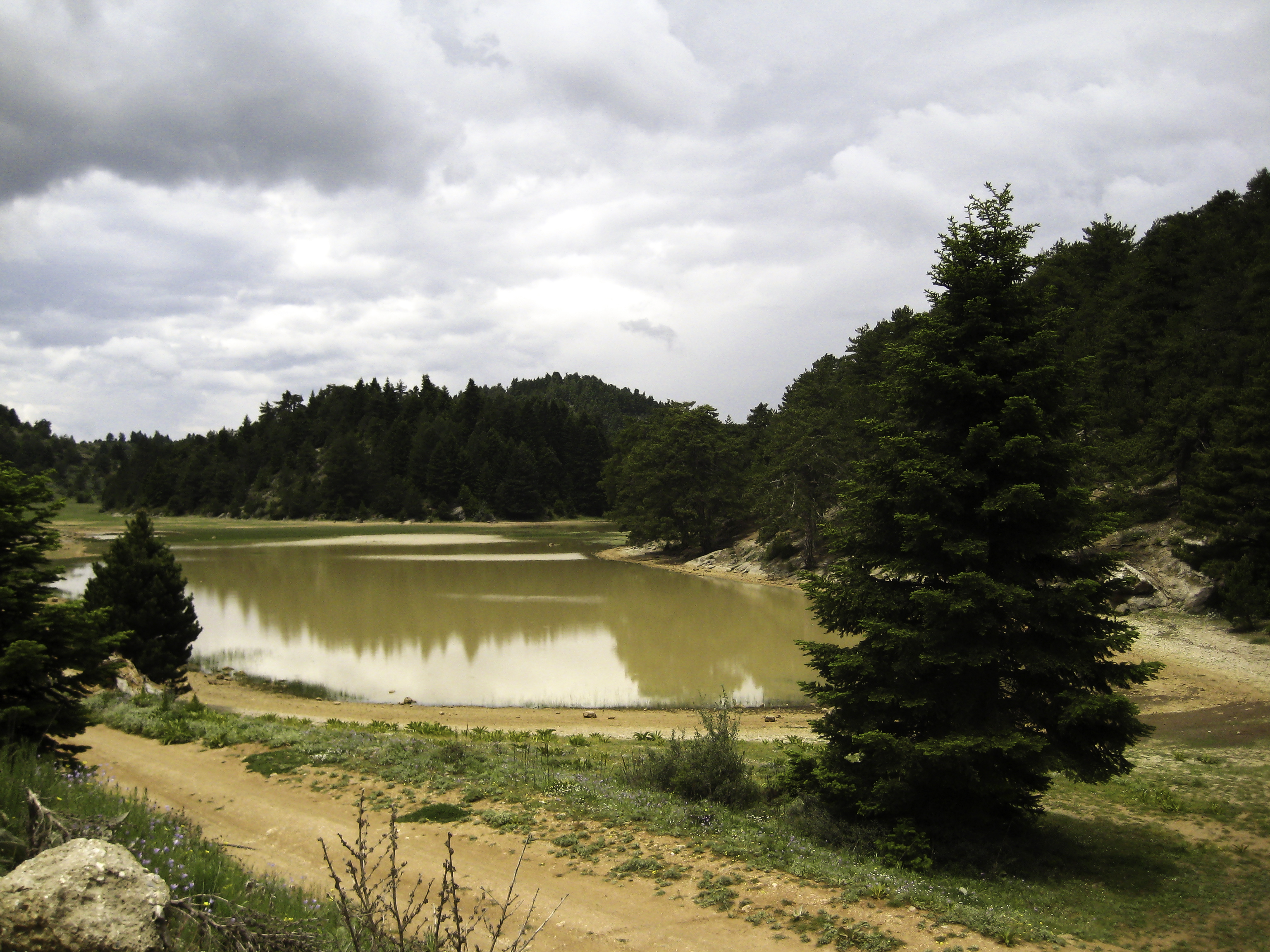
ダシウ湖
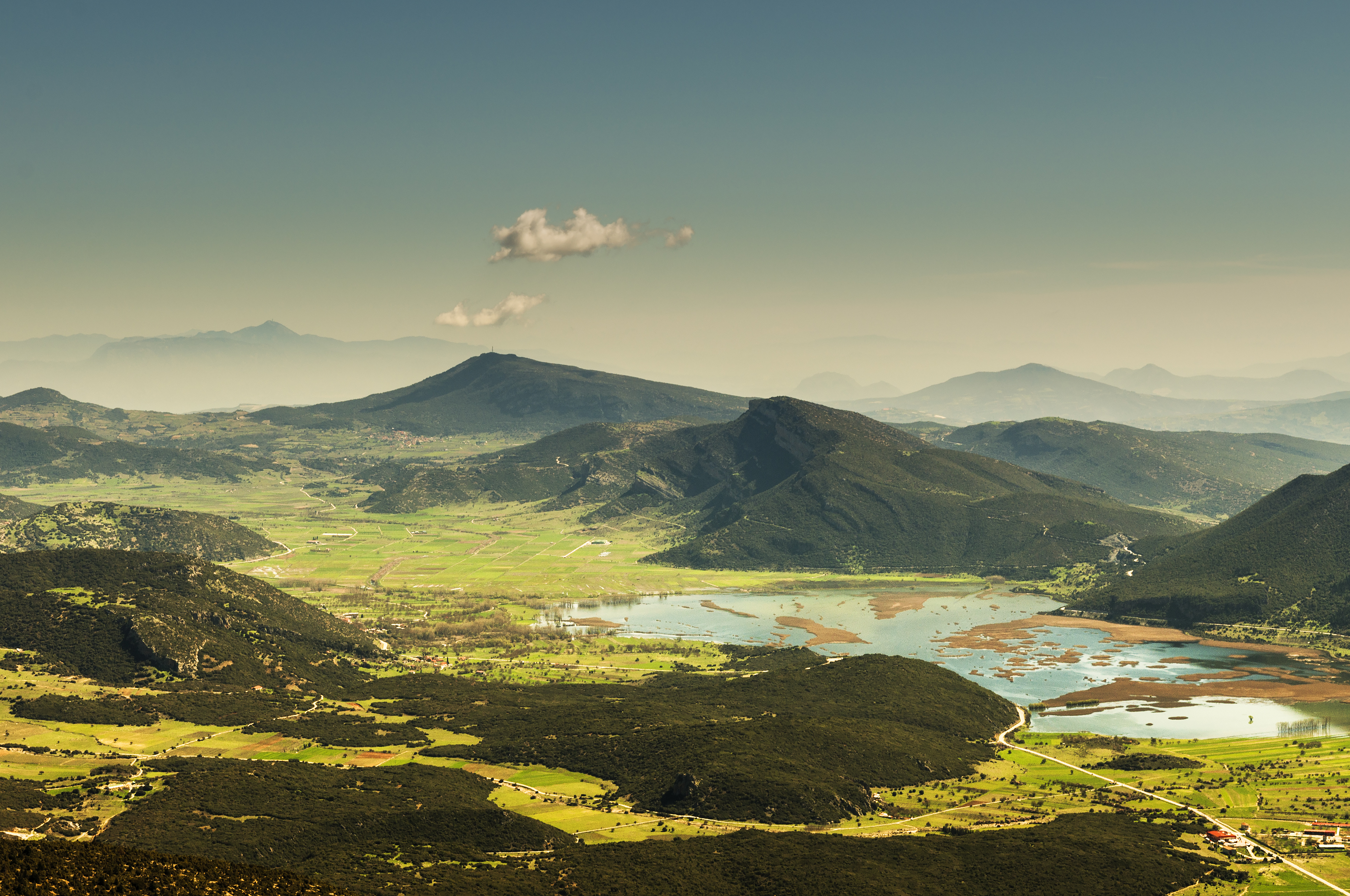
スティンファリア湖
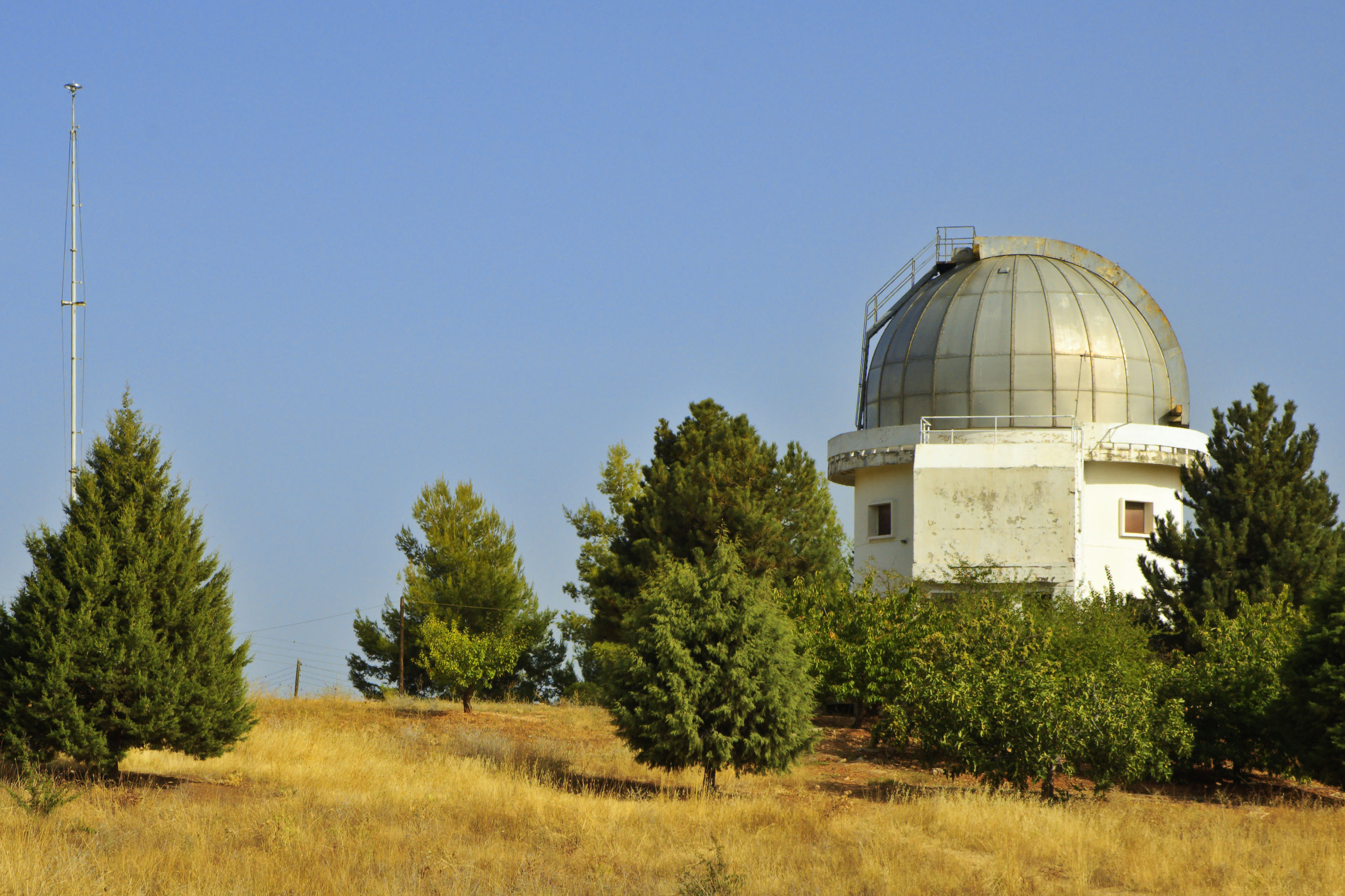
クリオネリ天文台
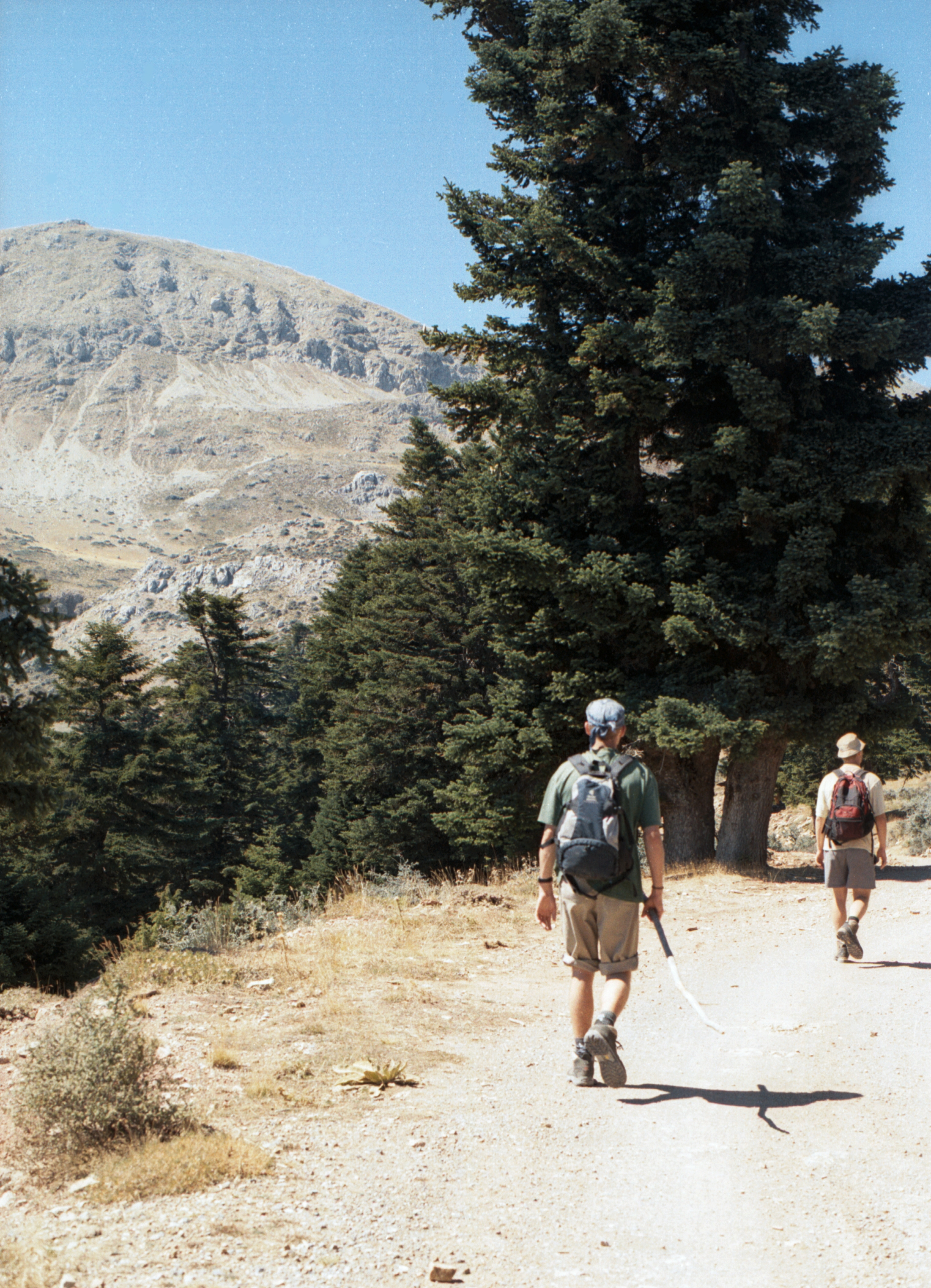
キリニ山の登山道